# Heikki Orvola

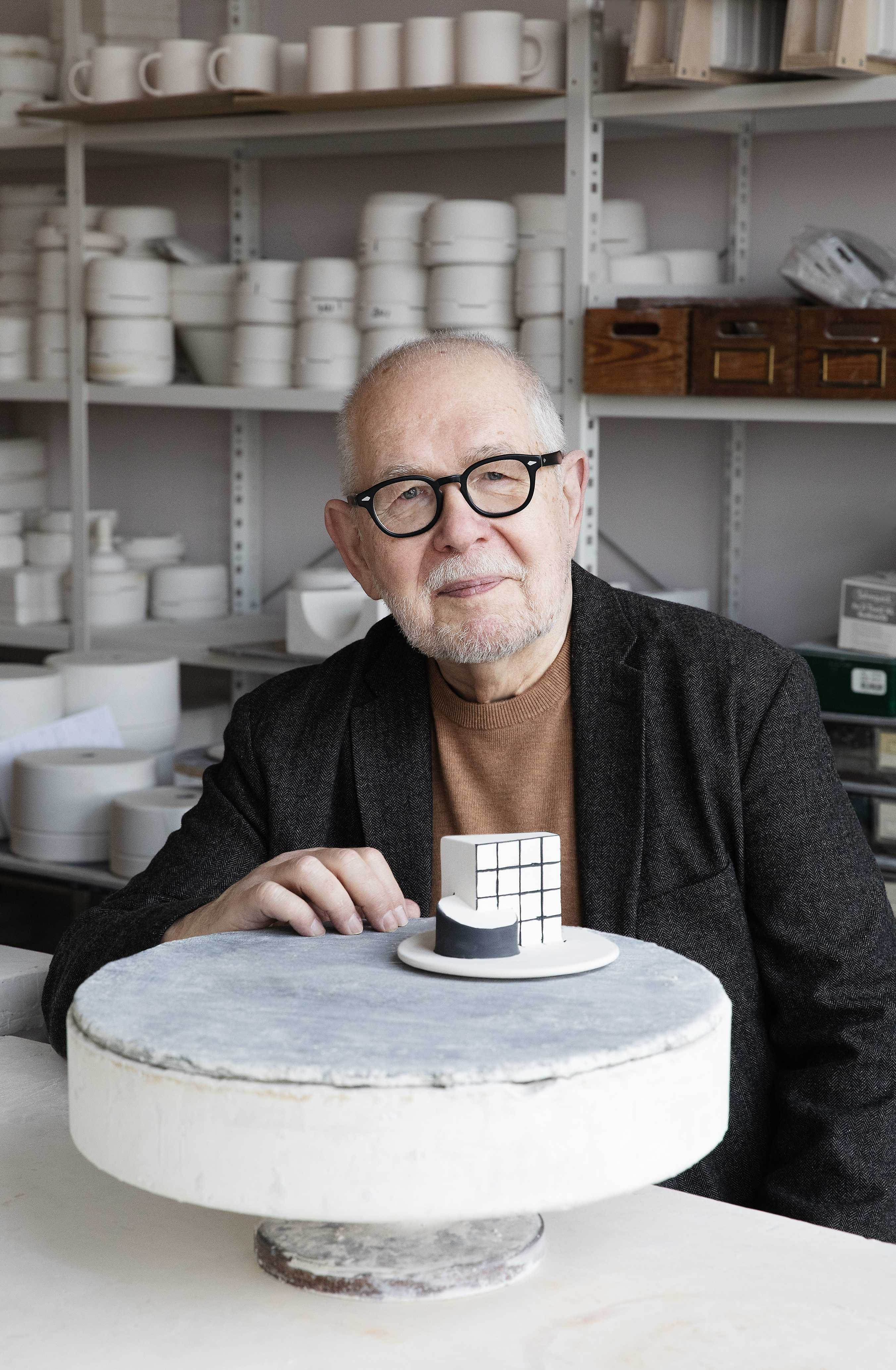
Heikki Orvolo

Heikki Lauri Kalevi Orvola, född 29 november 1943 i Helsingfors, är en finländsk formgivare och keramikkonstnär.

## Biografi
Heikki Orvola utbildade sig vid Konstindustriella högskolan i Helsingfors 1963–68 och vid Pilchuck Glass Workshop i USA 1976. Han har varit verksam vid Notsjö glasbruk och Arabia samt som frilansare med uppdrag för bland annat Arabia, Iittala, Marimekko och Järvenpää emalj. Han har undervisat vid Konstindustriella högskolan, först åren 1968–69 som assistent och sedan 1970–71 samt 1977–91 som lärare.
Orvola mottog Pro-Finlandia-medaljen 1994, Kaj Franck-priset 1998 och tilldelades professors namn 2002.

## Produktion
Orvola har formgett en rad serviser, däribland Festivo och Amoroso(tillverkade 1989–96), Moreeni (1992–99), 24h (sedan 1996) och Illusia (dekorerad av Fujiwo Ishimoto, sedan 1999). I hans produktion märks även glasserien Aurora (tillverkad sedan 1973) och värmeljushållaren Kivituikku (sedan 1988). Till hans mest kända verk hör vasen Carambola, som började tillverkas 1996 och vars popularitet kan jämföras med Alvar Aaltos Savoyvas. Vasen, som ingår i Arabias Pro Arte-serie, tillverkas i tunt benporslin i färgerna vitt och svart.

### Uppslagsverk
- Heikki Orvola i Uppslagsverket Finland (webbupplaga, 2012). CC-BY-SA 4.0